# Le Testament (Chevtchenko)
Pour les articles homonymes, voir Le Testament (homonymie).
Le Testament (en ukrainien : Заповіт) est l'un des poèmes les plus connus du poète ukrainien Taras Chevtchenko. Il a été écrit le 25 décembre 1845 à Pereyaslav.
Le Testament a eu et continue d'avoir une grande influence sur la culture ukrainienne. Il a été traduit dans plus de 150 langues et est devenu la base de nombreuses pièces musicales.

## En musique
Les vers ont été mis en musique pour la première fois par Mikola Lisenko pour chœur, ténor solo et piano (en 1868).
La mélodie la plus populaire a été créée dans les années 1870 par G. Hladkij (éditée plus tard par Lisenko) et publiée à Poltava par G. Markevich. La mélodie était très proche des chansons folkloriques ukrainiennes et a donc longtemps été considérée comme folklorique.
De grandes pièces musicales ont également été composées pour le texte du "Testament" : cantates de V. A. Barvinkskij (1918), S. F. Ludkevich (1934, deuxième édition - 1955), B.N. Latochinskij (1939), L.N. Revuckij (1939) ; poème symphonique de R.M. Glier (1939). La mélodie de Hladkij a servi de base à une pièce vocale-symphonique de D.B. Kabalevsky dans la scène des funérailles de VN Bozhenko dans le film "Schors" (réalisé par Oleksandr Dovzhenko).
Au total, il existe plus de 60 interprétations musicales du Testament.

## Texte original en ukrainien et traduction en français
« Як умру, то поховайте
Мене на могилі,
Серед степу широкого,
На Вкраїні милій,
Щоб лани широкополі,
І Дніпро, і кручі
Було видно, було чути,
Як реве ревучий.
Як понесе з України
У синєє море
Кров ворожу… отоді я
І лани і гори —
Все покину і полину
До самого Бога
Молитися… а до того
Я не знаю Бога.
Поховайте та вставайте,
Кайдани порвіте
І вражою злою кров’ю
Волю окропіте.
І мене в сім’ї великій,
В сім’ї вольній, новій,
Не забудьте пом’янути
Незлим тихим словом. »
— Taras Chevtchenko
, Le Testament

« Quand je mourrai, enterrez-moi
Dans une tombe au milieu de la steppe
De ma chère Ukraine,
De façon que je puisse voir l’étendue des champs,
Le Dniéper et ses rochers,
Que je puisse entendre
Son mugissement puissant.
Et quand il emportera de l’Ukraine
Vers la mer bleue
Le sang des ennemis, alors
Je quitterai les prairies et les montagnes
Et m’envolerai
Vers Dieu lui-même
Pour lui offrir mes prières.
Mais jusque-là
Je ne connais pas de Dieu !
Enterrez-moi et debout !
Brisez vos fers,
Et arrosez du sang impur des ennemis
La liberté !
Puis, dans la grande famille,
La famille nouvelle et libre,
N’oubliez pas d’accorder à ma mémoire
Une bonne parole !. »
— Anthologie de la littérature ukrainienne jusqu'au milieu de XIXe siècle